# Septimia Bathzabbai Zénobie
Pour les articles homonymes, voir Zénobie.
Septimia Bathzabbai Zénobie (en dialecte palmyrénien ), plus connue sous la forme hellénisée Zénobie, était l’épouse d'Odénat, roi de Palmyre. Après l'assassinat de celui-ci et de son fils Hairan vers 267, Zénobie fit transférer à son fils Wahballat les titres de son père, notamment celui de « roi des rois ». Devant l'incapacité des empereurs romains à défendre la Syrie, elle parvint à réunir sous son autorité les provinces de Syrie, d'Arabie et d'Égypte, et commença la conquête des provinces d'Asie Mineure. Elle proclama Wahballat empereur de Rome et prit le titre d'Augusta comme « mère » de cet empereur. Mais Aurélien, empereur depuis l'automne 270, entreprit à la fin de 271 de combattre ces rivaux. Après des victoires près d'Antioche puis près d'Émèse, il s'empara de Palmyre (« Tadmor » en araméen). Capturée par Aurélien, Zénobie fut envoyée à Rome pour figurer au triomphe, après quoi on perd sa trace.

## Biographie

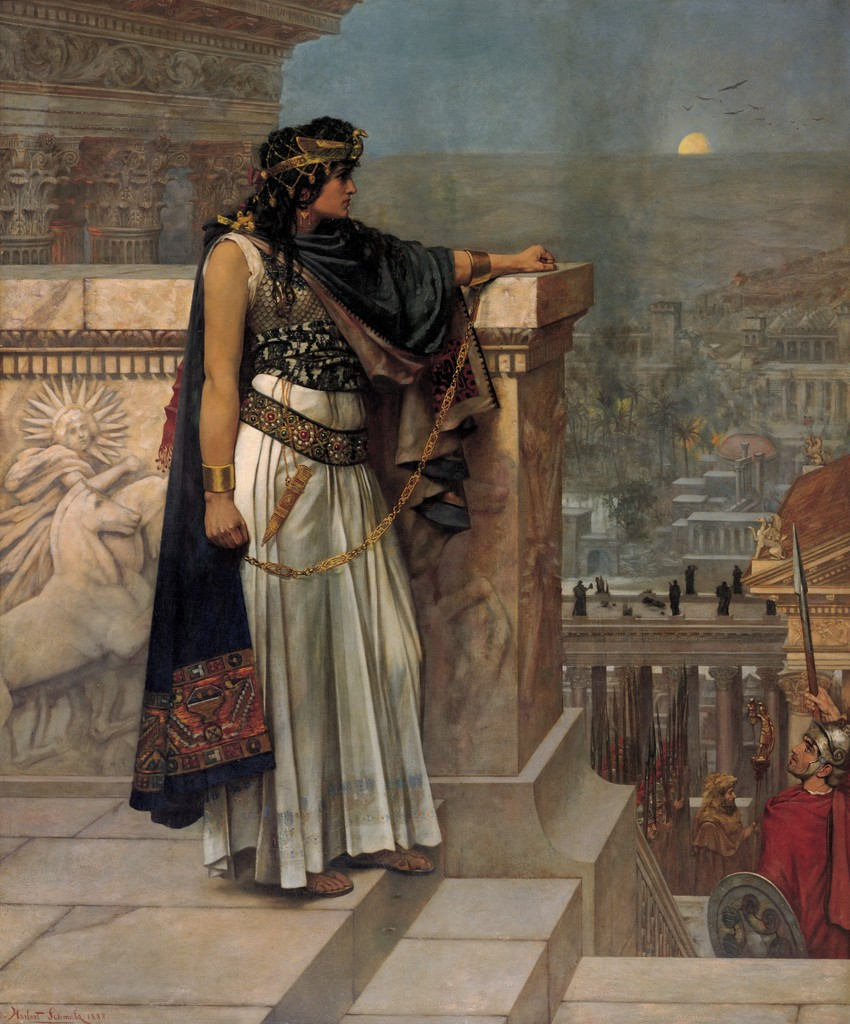
Queen Zenobia's Last Look Upon Palmyra (Dernier regard de la reine Zénobie sur Palmyre), une toile de Herbert Schmalz.

Le nom grec « Zénobie » signifie « Vie de Zeus » ; il n'a aucun rapport direct avec l’araméen Bath Zabbai (du clan de Zabbai), qui est le nom originel de Zénobie. Issue probablement d'une famille arabe de la colonie romaine de Palmyre, son père est un notable de la ville, appelé Antiochos.
Zénobie fit de Palmyre un foyer culturel brillant du Proche-Orient, attirant les premiers chrétiens, des artistes, des rhéteurs et philosophes, dont le platonicien Longin d’Émèse. Callinicos, philosophe nabatéen natif de Pétra et rhéteur à Athènes, la compare à Cléopâtre. Elle portait le titre de reine, non pas « reine de Palmyre », titre qui ne fut jamais attesté et n’aurait aucune raison d’être car l'Empire palmyrénien ne fut jamais un royaume pendant toute son histoire ; néanmoins, elle restait reine car son époux Odenath avait pris le titre de « roi des rois », revendiquant la couronne des rois perses après avoir vaincu ceux-ci plusieurs fois en Syrie et en Mésopotamie.
L’assassinat d’Odénat et de son fils aîné Herodes en l'an 267, dans des conditions obscures, peut-être par un parent proche – qui était sans doute le neveu d’Odénat, selon Jean Zonaras, et que l’Histoire Auguste nomme Maeonius et dit que celui-ci aurait été son cousin –, l’encouragea à aller droit au but. Dotée d’une forte personnalité, Zénobie profita de l’incapacité des empereurs romains à défendre la Syrie contre les Perses sassanides, ainsi que de l’anarchie régnant à la tête de l’Empire, pour proclamer son jeune fils Wahballat empereur de Rome, peu avant le 19 août 271, tandis qu'elle prit elle-même le titre d’Augusta ou impératrice. Ses troupes, dirigées par le général Zabdas, prirent l’Égypte à l'automne 270. Elle détenait sous son autorité la Syrie, la Phénicie. Elle étendit son autorité en Asie Mineure jusqu'à Ancyre à la mort de Claude, et visait à s'emparer du reste de celle-ci, jusqu'en Bithynie.

L'empire Palmyrien en 271 (en jaune).

Cependant, des difficultés naquirent avec l’arrivée au pouvoir d'un nouvel empereur de Rome, le puissant et énergique Aurélien, doté d’une plus forte personnalité que ses prédécesseurs. Zénobie tenta de négocier avec ce nouveau souverain afin que son fils fût associé à son pouvoir, comme semblent en témoigner des monnaies émises en Égypte portant l’effigie des deux personnages. Elle fait, en effet, frapper monnaie à Antioche et à Alexandrie (en 270). Pour ces dernières, le buste d'Aurélien, le nouvel empereur romain qualifié d'« auguste », et celui de Wahballat qualifié d'« empereur », se font face. Mais Aurélien refusa et décida de mettre un terme définitif aux activités de la reine-impératrice. En Égypte, des troupes romaines fidèles à l’autorité d'Aurélien finirent par chasser les troupes palmyréniennes.
Aurélien entreprit une expédition en 272 et remporta une série de victoires sur les troupes palmyréniennes en Asie Mineure, puis à proximité d’Antioche, enfin près d’Émèse. La route de Palmyre était désormais ouverte ; la ville tomba sans combat, car elle ne disposait pas de remparts. Elle fut mise à sac, mais ne fut pas détruite. L’empereur fit Zénobie prisonnière, alors qu’elle tentait de trouver refuge au-delà de l’Euphrate. Emmenée à Rome, elle orna son triomphe, et fut condamnée à l’exil à Tibur (aujourd’hui Tivoli) – quoique les sources soient très contradictoires sur le sort réservé à la reine après le triomphe d'Aurélien. On ignore la date, le lieu et la cause de sa mort.

## Dans la culture

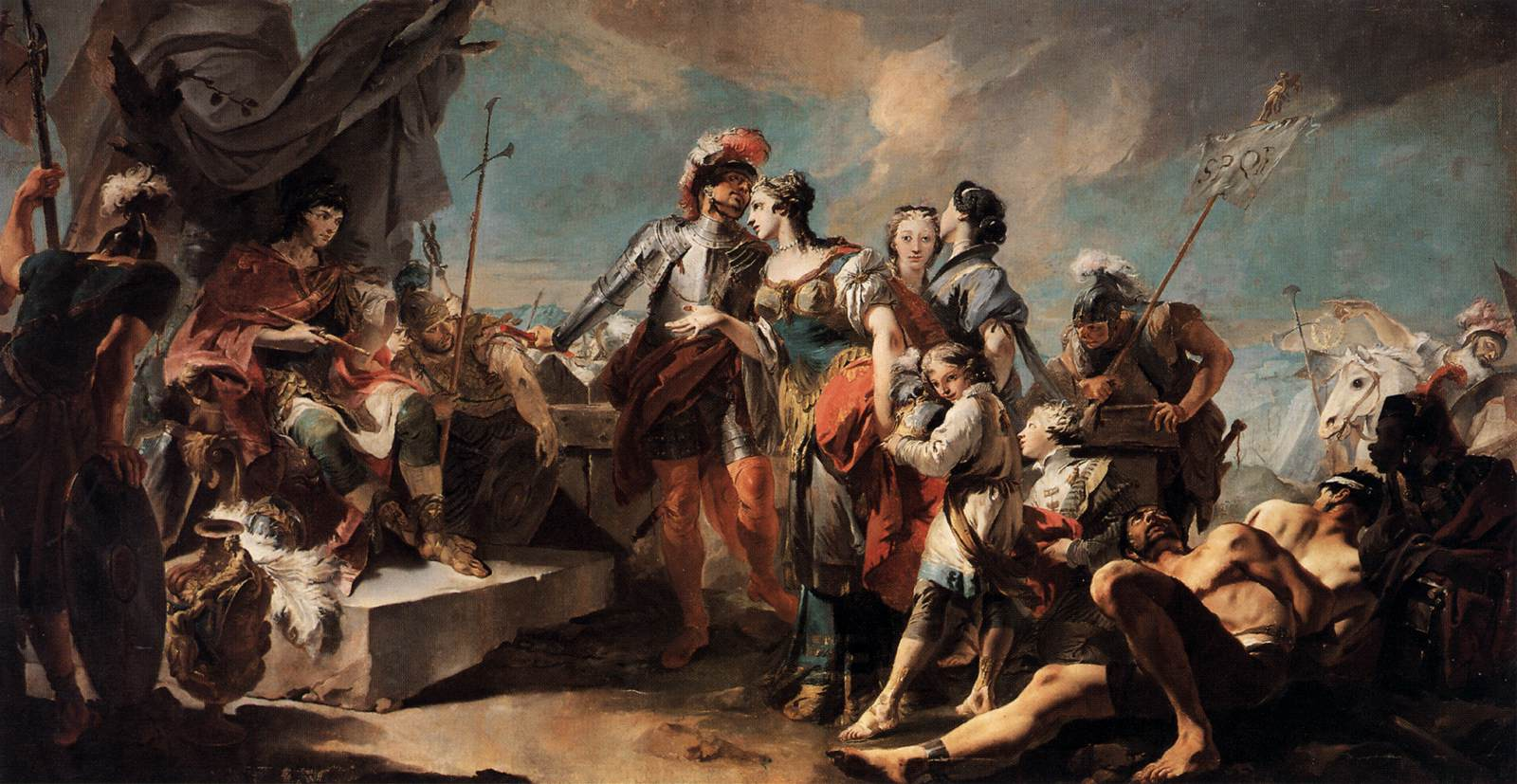
La reine Zénobie devant l’empereur Aurélien, tableau de Giambattista Tiepolo, musée du Prado.

### Musique
- Zénobie apparaît dans différents opéras : Zenobia (1694) de Tomaso Albinoni, Zenobia in Palmira (1789) de Pasquale Anfossi, Zenobia in Palmira (1790) de Giovanni Paisiello, Aureliano in Palmira (1813) de Gioachino Rossini et Zenobia (2007) de Mansour Rahbani.

- En 2007, le dramaturge et compositeur libanais Mansour Rahbani écrit une biographie presque fictive de Zénobie à travers une comédie musicale en arabe littéraire, avec, dans le rôle principal, la chanteuse libanaise Carole Samaha. Dans cet opéra, s’inspirant probablement du livre de Violaine Vanoyeke Zénobie, l’héritière de Cléopâtre, il affirme que Zénobie avait pour conscience l’esprit de la reine d’Égypte Cléopâtre, et se trouvait dans la volonté qu’Aurélien tombe sous son charme comme Marc Antoine tomba sous le charme de Cléopâtre, ce qui ne fut pas le cas. Enfin, il déclare que Zénobie fut probablement le premier personnage historique arabe à revendiquer les droits et libertés des Arabes, et la première femme du Proche-Orient à se révolter contre la tyrannie. C'est une illustration de l'imaginaire nationaliste syrien au sujet de Zénobie, même si aucune source antique n'incite à aller dans ce sens.

### Peinture et sculpture

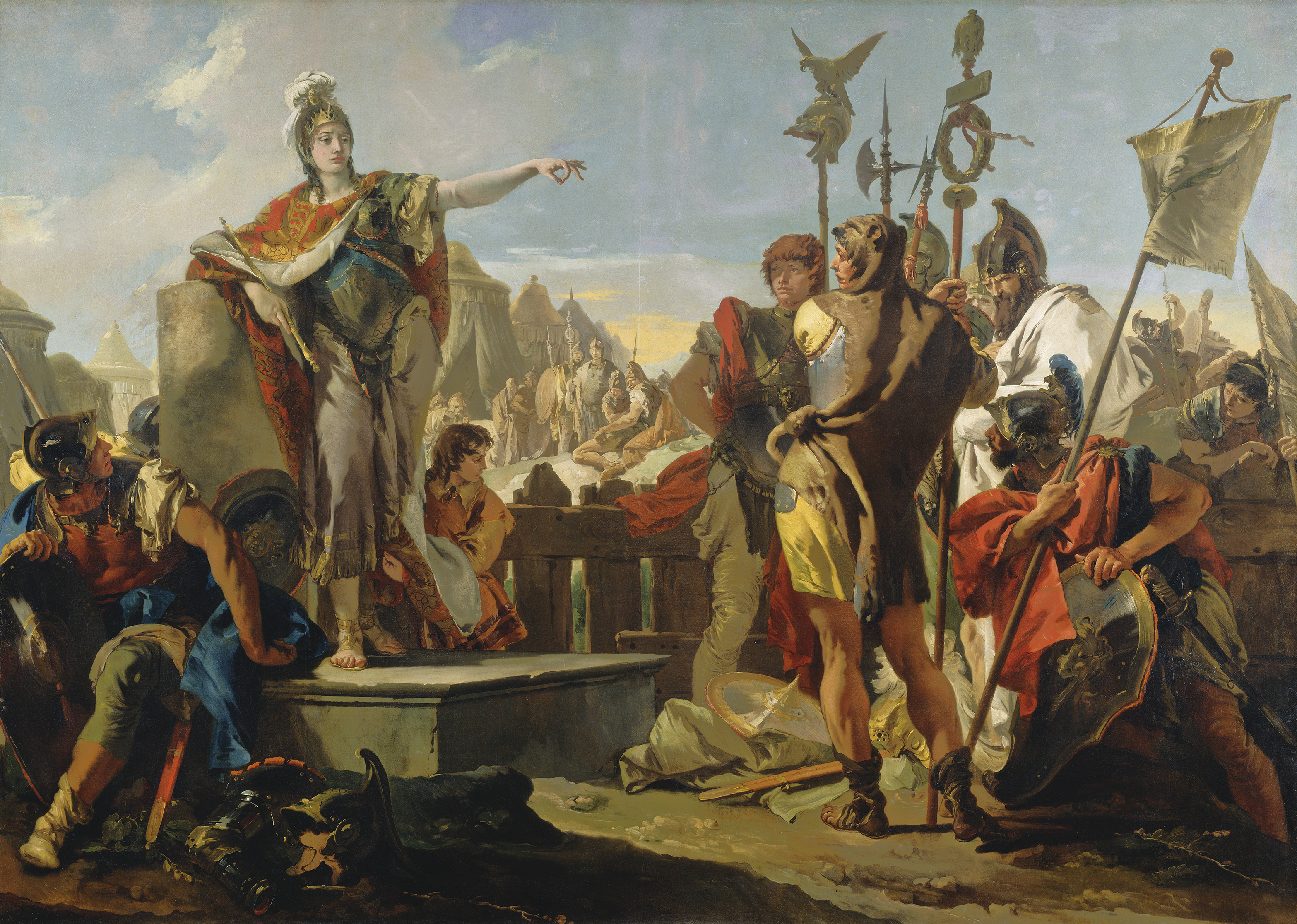
Giambattista Tiepolo, La Reine Zénobie haranguant ses soldats, v. 1725-1730.

- Zénobie est souvent représentée en peinture et en sculpture, surtout par les artistes néoclassiques ; mais il faut veiller à ne pas la confondre avec une autre Zénobie, Arménienne du Ier siècle dont les mésaventures sont contées par Tacite.
- Giovanni Battista Tiepolo en peinture lui consacra un cycle de plusieurs toiles commandées vers 1717 par Alvise Zenobio pour son palais vénitien[7], dont La Reine Zénobie s'adressant à ses soldats à la National Gallery of Art de Washington[8], Chasseur à cheval et Chasseur avec cerf à la Fondazione Cariplo de Milan.
- On peut aussi citer Zenobia, Queen of Palmyra (1857) de Harriet Hosmer, Art Institute of Chicago ou Zenobia in Chains (1859) de Harriet Hosmer, Saint Louis Art Museum en sculpture.
- L'artiste Franco-Syrien Rohan Houssein, invité à l'Université de Malmö en Suède en 2013, réalise la toile Zenobia is crying, pour l'exposition Syrian Art for Peace. La peinture représente la Syrie, incarnée par la féminité de la reine, en détresse face à l'ignominie de la guerre.
- L'artiste franco-syrien George Baylouni[9], a réalisé en 2012 un tableau représentant la reine Zénobie (acrylique sur toile - 149 x 100cm)[10], ceci trois ans avant le saccage du site  archéologique de Palmyre. La peinture, produite dans des tons ocres rappelant selon l'artiste les couleurs des terres mésopotamiennes, représente la reine Zénobie. Celle-ci est sciemment ensanglantée par l'artiste[11].

### Art contemporain
- Zénobie figure parmi les 1 038 femmes référencées dans l'œuvre d’art contemporain The Dinner Party (1979) de Judy Chicago. Son nom y est associé à Boadicée[12],[13].

### Littérature
La littérature a souvent utilisé le personnage de la reine Zénobie comme Pedro Calderón de la Barca dans La gran Cenobia (1625) ou Geoffrey Chaucer qui raconte sa vie dans une des tragédies du conte du Moine des Contes de Canterbury. Louis de Wohl fait de nombreuses références à Zénobie dans The Living Wood (1947) et Alexander Baron lui consacre The Queen of the East (1956).
Romans
- Bernard Simiot, Moi, Zénobie, reine de Palmyre, Seuil, 2002, 376 p.
- Myriam Antaki, Souviens-toi de Palmyre, Grasset, 2003
- Raphaël Toriel, J’ai le cœur à Palmyre, Beyrouth, les Éd. de la Revue Phénicienne, 2010
- A.B Daniel (préface de Jack Lang), Reine de Palmyre, XO Éditions, 2016

Le prénom Zénobie est souvent utilisé pour son caractère exotique et pour des personnages féminins de pouvoir comme dans The Blithedale Romance de Nathaniel Hawthorne, Rites of Passage de William Golding, Joy in the Morning de P.G. Wodehouse, Stranger in a Strange Land de Heinlein, Zenobia de l'auteur surréaliste Gellu Naum, dans la série Conan de Robert E. Howard, Fletcher and Zenobia d'Edward Gorey et Ethan Frome d'Edith Wharton.
Le livre Reine de Palmyre de A. B. Daniel relate la vie de Zénobie de manière romanesque. Il est cependant fondé sur une recherche des faits historiques.
Théâtre
Boris Vian utilise le nom de Zénobie pour un personnage de sa pièce Les bâtisseurs d'empire, en 1959.
Cinéma
En 1959, Zénobie apparaît dans le film Sous le signe de Rome (Nel segno di Roma) de Guido Brignone sous les traits d'Anita Ekberg.

### Patronymie
- Au XIXe siècle, Zénobie et Palmyre sont un temps des prénoms en vogue pour les nouveau-nés.

### Culture populaire
Au XXe siècle, la reine est l'une des égéries des nationalistes syriens, qui l'appellent « Al-Zabba ».